# Pireneje Wysokie
Pireneje Wysokie (fr. Hautes-Pyrénées, wymowaⓘ) – francuski departament, położony w regionie Oksytania (do 2015 w regionie Midi-Pireneje). Utworzony został podczas rewolucji francuskiej 4 marca 1790. Departament oznaczony jest numerem 65.
Według danych na rok 2010 liczba zamieszkującej departament ludności wynosi 229 458 os. (51 os./km²); powierzchnia departamentu to 4464 km². Ośrodkiem administracyjnym (prefekturą) i największym miastem departamentu jest Tarbes.
W 2023 roku w skład departamentu wchodziło 469 gmin (lista).

## Miejscowości
Największe miejscowości departamentu (w nawiasach liczba ludności w 2021 roku):

- Tarbes (43 955)
- Lourdes (13 509)
- Aureilhan (7982)
- Bagnères-de-Bigorre (7000)
- Lannemezan (5810)
- Bordères-sur-l’Échez (5407)
- Séméac (5161)
- Vic-en-Bigorre (4822)
- Juillan (4022)
- Barbazan-Debat (3500)
- Odos (3303)
- Soues (3023)
- Ibos (2919)
- Argelès-Gazost (2850)
- Ossun (2351)
- Maubourguet (2245)
- Orleix (1944)
- Bazet (1880)
- Laloubère (1869)
- Rabastens-de-Bigorre (1445)
- Andrest (1360)
- Campan (1288)
- Capvern (1267)
- La Barthe-de-Neste (1234)
- Tournay (1230)
- Oursbelille (1207)
- Horgues (1189)
- Gerde (1168)
- Saint-Pé-de-Bigorre (1154)
- Pierrefitte-Nestalas (1111)
- Pouzac (1105)
- Louey (1089)